# سحابة مغناطيسية
السحابة المغناطيسية هي حدث عابر يتم ملاحظته في الرياح الشمسية. تم تعريفها في عام 1981 من قبل بورلاجا كمنطقة ذات قوة حقل مغناطيسي محسّنة، ودوران سلس لناقل المجال المغناطيسي، ودرجة حرارة منخفضة للبروتون. السحب المغناطيسية هي مظهر محتمل لانبعاث الكتلة الإكليلية (CME). تم الربط بين الكتل الإكليلية المقذوفة والسحب المغناطيسية بواسطة بورلاجا. في عام 1982 عندما لاحظت هيليوس-1 سحابة مغناطيسية بعد يومين من ملاحظتها بواسطة مهمة سولار ماكسيموم. ومع ذلك، نظرًا لأن الرصدات بالقرب من الأرض تتم عادةً بواسطة مركبة فضائية واحدة، لا يُنظر إلى العديد من الكتل الإكليلية المقذوفة على أنها مرتبطة بالسحب المغناطيسية. الهيكل النموذجي الذي تم ملاحظته من أجل مهمة سولار ماكسيموم سريع بواسطة قمر صناعي مثل مستكشف التكوين المتقدم الذي هو موجة صدمة سريعة الوضع متبوعة بغلاف كثيف (وساخن) من البلازما (منطقة المصب) وسحابة مغناطيسية.

## مميزات وخصائص أخرى
تُستخدم الآن تواقيع أخرى للسحب المغناطيسية بالإضافة إلى تلك الموصوفة أعلاه: من بين أمور أخرى، الإلكترونات فائقة الحرارة ثنائية الاتجاه، وحالة الشحن غير العادية أو وفرة الحديد والهيليوم والكربون و / أو الأكسجين.
الوقت النموذجي للسحابة المغناطيسية لتجاوز القمر الصناعي عند النقطة L1 هو يوم واحد مقابل نصف قطر يبلغ 0.15 AU بسرعة نموذجية تبلغ 450 كيلومتر في الثانية (280 ميل/ث) وقوة المجال المغناطيسي 20 nT.

## أنواع أخرى من المقذوفات على الأرض
تمثل السحب المغناطيسية حوالي ثلث المقذوفات التي رصدتها الأقمار الصناعية على الأرض. الأنواع الأخرى من المقذوفات هي أحداث السحابة المغناطيسية المتعددة (هيكل واحد مع عدة طبقات فرعية يمكن تمييزها)، والمقذوفات المعقدة، والتي يمكن أن تكون نتيجة تفاعل العديد من الكتل الإكليلية المقذوفة.